# Maikro Romero Esquirol
Maikro Romero Esquirol   (l'Havana, 9 de desembre de 1972) és un boxejador cubà, ja retirat, guanyador de dues medalles olímpiques.
El 1996 va prendre part en els Jocs Olímpics d'Estiu d'Atlanta, on va guanyar la medalla d'or en la categoria del pes mosca del programa de boxa. Quatre anys més tard, als Jocs de Sydney, guanyà la medalla de bronze en la categoria del pes minimosca del programa de boxa.
En el seu palmarès també destaquen dues medalles en el Campionat del Món de boxa amateur, d'or el 1997 i de plata el 1999, una medalla d'or en els Jocs Panamericans de 1999, dues medalles en els Jocs Centreamericans i del Carib, de bronze el 1993 i d'or el 1998.